# Külüg khan
Külüg khan eller Khaishan, också känd under sitt tempelnamn Wuzong, född 1281 död 1311, var en mongolisk kejsare i den kinesiska Yuandynastin. Han föddes med namnet Khaishan Borjigin, även skrivet Khaishan, och blev kejsare 1307 efter sin farbror Temür khan. Efter sin död 1311 efterträddes han av sin bror Buyantu khan.
Külüg khan hade under Temür khan haft stort militärt ansvar ute på stäppen som han förvaltat med framgång, vilket gjorde att det fanns förväntningar på honom att expandera imperiet när han blev kejsare. I stället blev han en självisk tyrann som slösade statens resurser och tömde rikets reserver. Külüg khan uppförde staden Zhongdu i nordvästra Hebei som skulle bli dynastins nya huvudstad, men efter Külüg khans död användes inte staden av de efterföljde kejsarna.

## Regeringsperioder
- Zhida (至大) 1308-1311[5]